# Cal Joan Isabel
Cal Joan Isabel és una obra de Pradell de la Teixeta (Priorat) inclosa a l'Inventari del Patrimoni Arquitectònic de Catalunya.

## Descripció
Edifici de planta rectangular, bastit de maçoneria i obra arrebossades, cobert per teulada a dues vessants i de planta baixa, dos pisos i golfes. A la façana s'obren tres portes, dos balcons i dues finestres al primer pis i igual distribució al segon, amb quatre finestres a les golfes. Cal destacar la porta principal dovellada.

## Història
La casa fou construïa a principis del segle xix, època en què es produí una certa activitat constructora al poble. Llurs propietaris, anomenats Joan i Isabel donaren el renom de l'edifici, el qual encara avui perdura.